# Kim Mitchell
Pour les articles homonymes, voir Mitchell.
Joseph Kim Mitchell est un musicien canadien né le 10 juillet 1952. Il a été le chanteur et guitariste du groupe Max Webster avant de se lancer dans une carrière solo. Son single de 1984, Go For Soda, est sa seule chanson sur le Billboard Hot 100 américain, atteignant le numéro 86. Six autres singles, Patio Lanterns, Rock and Roll Duty, Rockland Wonderland, Expedition Sailor, America et Some Folks, ont atteint le top 20 au Canada[réf. nécessaire].

## Jeunesse
Mitchell fréquente l'école secondaire St.Clair à Sarnia. Au cours des années 1970, Mitchell commence à jouer avec des groupes locaux à Sarnia. Après avoir effectué quelques changements de nom avec essentiellement le même groupe, Mitchell et Zooom se dirigent vers Toronto, en Ontario. Zooom se dissout finalement quand Mitchell part en voyage vers les îles grecques.

## Carrière
À son retour au Canada, il forme le groupe Max Webster avec son compatriote Pye Dubois, originaire de Sarnia. Max Webster fait de nombreuses tournées et a construit une série de succès. La carrière solo de Mitchell commence après son départ de Max Webster, avec du travail d'écriture et une succession d'albums solo.
Un de ses nouveaux sons est testé dans les clubs et enregistré sur son mini-album éponyme de 1982. Des chansons telles que Chain of Events mettent en vedette la voix de leader et la guitare de Mitchell et la narration de Dubois, ancrées par la combinaison de la batterie et de la basse de Paul DeLong et Robert Sinclair Wilson. Peter Fredette ajoute une aide au chant et à la guitare.
Début 1985, la chanson Go For Soda de l'album Akimbo Alogo est un succès international et reste sa chanson la plus connue en dehors du Canada. Son album canadien le plus réussi est le suivant, Shakin' Like a Human Being de 1986, avec les chansons à succès Alana Loves Me, Easy to Tame et le plus gros succès de sa carrière, Patio Lanterns.
En 1992, Mitchell joue de la guitare sur le morceau "Brave and Crazy" de l'album de Tom Cochrane Mad Mad World. Au cours de la même année, il fait également une apparition (en solo) lors de la finale de la troisième saison de l'émission humoristique canadienne The Kids in the Hall. En 1995, Mitchell participe au festival de Kumbaya pour collecter des fonds pour la recherche sur le sida.

### De 2004 à nos jours
Mitchell entre dans l'industrie de la radio, devenant le présentateur d'une émission au courant de l'après-midi pour la station radio de rock classique de Toronto Q107 (CILQ-FM) de 2004 à août 2015,.
Le 15 novembre 2004, Mitchell reçoit le National Achievement Award de la SOCAN aux 2004 SOCAN Awards à Toronto.
En 2006, Mitchell apporte un solo de guitare sur la chanson "Wind It Up" du groupe canadien Barenaked Ladies, dans leur album Barenaked Ladies Are Me.
Mitchell fait la première partie de Def Leppard au Molson Amphitheatre de Toronto le 16 juillet 2007. Son huitième album studio, Ain't Life Amazing, sort le 17 juillet 2007.
En janvier 2016, Mitchell subit une crise cardiaque, pour laquelle il subit une intervention chirurgicale d'urgence.

## Discographie

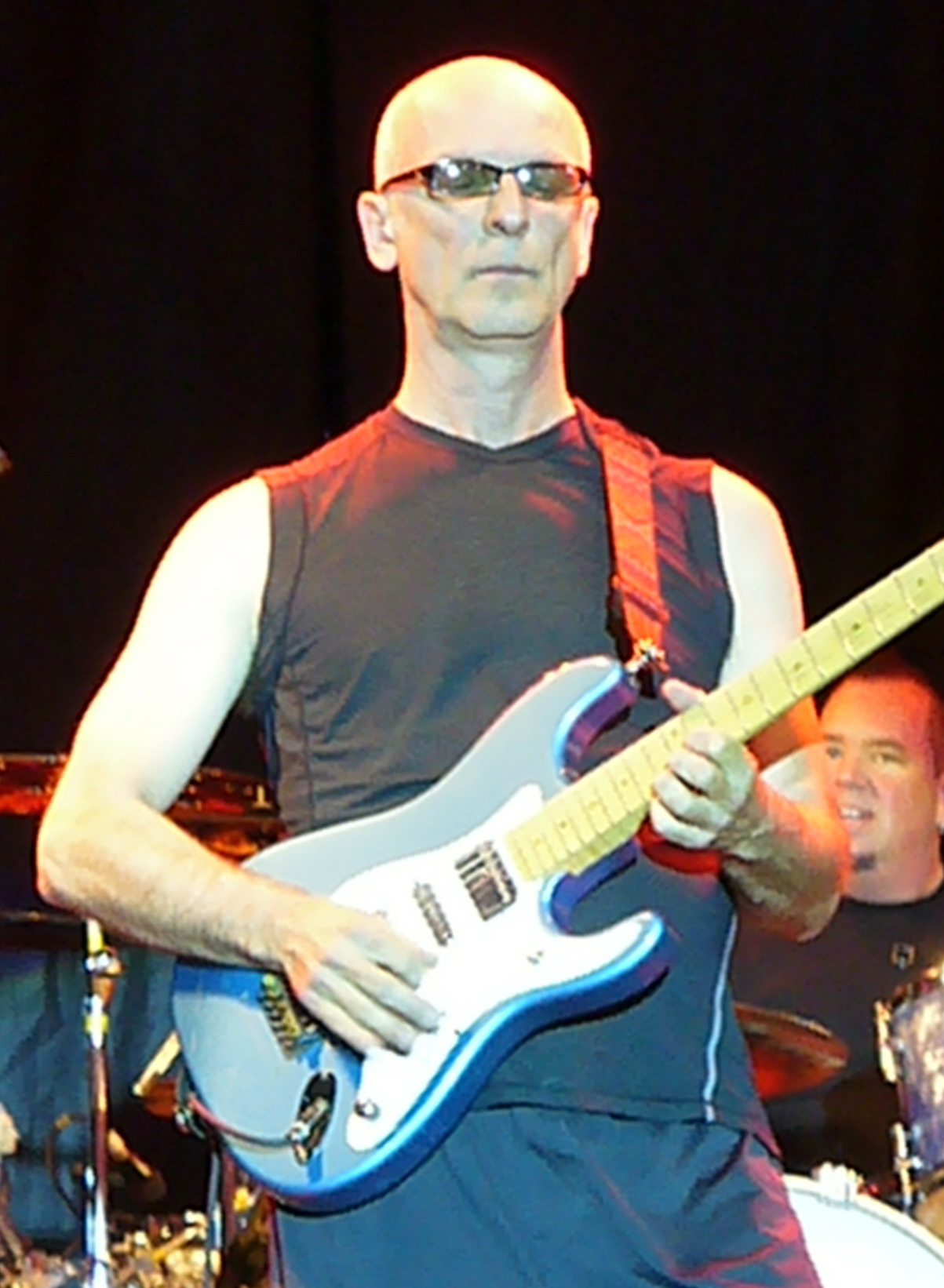
Kim Mitchell au Fergus Truck Show, 2008

### Albums

#### Albums studio
| Année | Album                      | Position la plus haute dans le classement | Position la plus haute dans le classement | Certifications |
| Année | Album                      | CAC                                       | US                                        | CAN            |
| ----- | -------------------------- | ----------------------------------------- | ----------------------------------------- | -------------- |
| 1984  | Akimbo Alogo               | 23                                        | 106                                       | Platine        |
| 1986  | Shakin' Like a Human Being | 6                                         | -                                         | 3 × Platine    |
| 1989  | Rockland                   | 4                                         | -                                         | 2 × Platine    |
| 1992  | Aural Fixations            | 17                                        | -                                         | Or             |
| 1994  | Itch                       | 55                                        | -                                         |                |
| 1999  | Kimosabe                   | -                                         | -                                         |                |
| 2007  | Ain't Life Amazing         | -                                         | -                                         |                |
| 2020  | The Big Fantasize          | -                                         | -                                         |                |

#### Extended plays
| Année | Titre        | Position dans le classement |
| Année | Titre        | CAC                         |
| ----- | ------------ | --------------------------- |
| 1982  | Kim Mitchell | 38                          |

#### Albums live
| Année | Titre             | Position dans le classement | Certification |
| Année | Titre             | CAC                         | CAN           |
| ----- | ----------------- | --------------------------- | ------------- |
| 1990  | I Am a Wild Party | -                           | Platine       |

#### Albums de compilation
| Année | Titre                    | Position dans le classement | Certification |
| Année | Titre                    | CAC                         | CAN           |
| ----- | ------------------------ | --------------------------- | ------------- |
| 1995  | Greatest Hits            | 31                          | Platine       |
| 2005  | Fill Your Head with Rock | -                           |               |

### Singles
| Titre | Année                           | Position la plus haute dans le classement | Position la plus haute dans le classement | Position la plus haute dans le classement | Album                      |
| Titre | Année                           | CAN                                       | US                                        | US Rock                                   | Album                      |
| ----- | ------------------------------- | ----------------------------------------- | ----------------------------------------- | ----------------------------------------- | -------------------------- |
| 1982  | Miss Demeanor                   | -                                         | -                                         | -                                         | Kim Mitchell               |
| 1984  | Lager & Ale                     | -                                         | -                                         | -                                         | Akimbo Alogo               |
| 1984  | Go for Soda                     | 22                                        | 86                                        | 12                                        | Akimbo Alogo               |
| 1984  | All We Are                      | 79                                        | -                                         | -                                         | Akimbo Alogo               |
| 1986  | Patio Lanterns                  | 12                                        | -                                         | 36                                        | Shakin' Like a Human Being |
| 1986  | Alana Loves Me                  | 31                                        | -                                         | -                                         | Shakin' Like a Human Being |
| 1987  | Easy to Tame                    | 32                                        | -                                         | -                                         | Shakin' Like a Human Being |
| 1987  | In Your Arms                    | 97                                        | -                                         | -                                         | Shakin' Like a Human Being |
| 1989  | Rock and Roll Duty              | 7                                         | -                                         | -                                         | Rockland                   |
| 1989  | Rockland Wonderland             | dix                                       | -                                         | -                                         | Rockland                   |
| 1990  | Expedition Sailor               | 20                                        | -                                         | -                                         | Rockland                   |
| 1990  | Lost Lovers Found               | 78                                        | -                                         | -                                         | Rockland                   |
| 1990  | All We Are (Live)               | 73                                        | -                                         | -                                         | I Am a Wild Party          |
| 1990  | Je suis une fête sauvage (Live) | 43                                        | -                                         | -                                         | I Am a Wild Party          |
| 1992  | Find the Will                   | 28                                        | -                                         | -                                         | Aural Fixations            |
| 1992  | America                         | 3                                         | -                                         | -                                         | Aural Fixations            |
| 1992  | Pure as Gold                    | 21                                        | -                                         | -                                         | Aural Fixations            |
| 1993  | Some Folks                      | 16                                        | -                                         | -                                         | Aural Fixations            |
| 1994  | Acrimony                        | 40                                        | -                                         | -                                         | Itch                       |
| 1994  | Wonder Where and Why            | 63                                        | -                                         | -                                         | Itch                       |
| 1995  | The U.S. of Ache                | 78                                        | -                                         | -                                         | Itch                       |
| 1995  | Rainbow                         | 21                                        | -                                         | -                                         | Greatest Hits              |
| 1995  | No More Walking Away            | 35                                        | -                                         | -                                         | Greatest Hits              |
| 2020  | Wishes                          |                                           |                                           |                                           | The Big Fantasize          |
| 2020  | 2Up 2B Down                     |                                           |                                           |                                           | The Big Fantasize          |

#### Autres singles
| Année | Titre          | Artiste       | Album             |
| ----- | -------------- | ------------- | ----------------- |
| 2006  | Young at Heart | Charlie Major | Shadows and Light |

## Juno Awards
Mitchell a reçu plusieurs Prix Juno pour son travail:
- 1983 - Chanteur masculin le plus prometteur de l'année.
- 1987 - Album de l'année: Shakin 'Like A Human Being.
- 1990 - Chanteur masculin de l'année.

## Apparitions à la télévision
- Mitchell a fait une apparition dans l'émission Twitch City.
- En 2005, Mitchell a joué un chauffeur de taxi dans le sixième épisode de la troisième saison de Puppets Who Kill, intitulé Buttons and the Paternity Suit.
- Dans le sixième épisode de la septième saison de la sitcom canadienne Trailer Park Boys, Ricky (joué par Robb Wells) joue l'une des chansons de Mitchell, Go For Soda, sur 8 titres, tout en s'exclamant Bubbles, while you rock a piss, I'll rock some Mitchell.[8].
- Mitchell est apparu dans un sketch sur l'émission canadienne The Kids in the Hall, enseignant aux seniors comment accorder la guitare électrique.
- Mitchell joue plusieurs voix dans la série télévisée d'animation CyberChase de PBS Kids, y compris le Poddleville Chief, Walter et divers autres personnages.
- Go For a Soda est dans la saison 2, épisode 6: Buddies de Deux Flics à Miami

## Famille
Kim Mitchell a deux fils, Josh et Jesse. Jesse travaille pour son père en tant que technicien de batterie et directeur de la route.